# Espeyrac
Espeyrac é uma comuna francesa na região administrativa de Occitânia, no departamento de Aveyron. Estende-se por uma área de 22,28 km². Em 2010 a comuna tinha 252 habitantes (densidade: 11,3 hab./km²).